# V2 Records
V2 Records (eller V2 Music) är ett skivbolag som startades 1996 av Richard Branson, fem år efter att han sålt Virgin Records till EMI. I augusti 2007 såldes företaget för 7 miljoner brittiska pund till Universal Music Group. Branson ägde fram tills försäljningen 5 procent av bolaget och finansbolaget Morgan Stanley resterande 95 procent.
V2 är förutom i Sverige verksamt i Australien, Belgien, Kanada, Frankrike, Italien, Grekland, Nederländerna, Spanien, Irland, Tyskland, Storbritannien och USA. 

## Artister i urval
- Aimee Mann
- Ane Brun
- Bloc Party
- Blood Red Shoes
- Brendan Benson
- Grandaddy
- Jesus and Mary Chain
- Laakso
- Madness
- Mercury Rev
- Moby
- Nada Surf
- Peter Bjorn and John
- The Raconteurs
- The RZA
- Stereophonics